# امحجي

تعديل مصدري - تعديل

امحجي هي إحدى قرى عزلة جيشان بمديرية جيشان التابعة لمحافظة أبين، بلغ تعداد سكانها 31 نسمة حسب تعداد اليمن لعام 2004.